# Craywick
Craywick (prononcé [kʁɛwik]; en néerlandais : Kraaiwijk, en flamand occidental : Craeywyck) est une commune française située dans le département du Nord, en région Hauts-de-France.

## Géographie

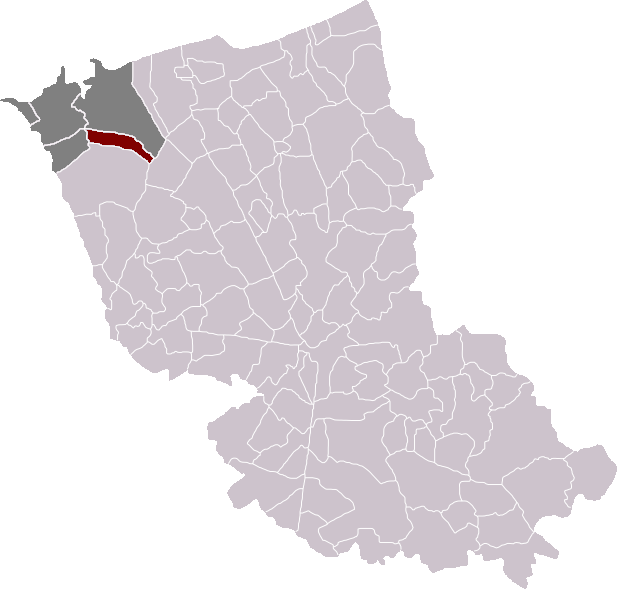
Craywick dans son canton et son arrondissement.

### Situation
Craywick se trouve entre Loon-Plage, Bourbourg et Brouckerque, à proximité de l'autoroute A16.

### Communes limitrophes
| Gravelines             | Loon-Plage |             |
| Saint-Georges-sur-l'Aa | Craywick   |             |
|                        | Bourbourg  | Brouckerque |

### Hydrographie

#### Réseau hydrographique
La commune est située dans le bassin Artois-Picardie. Elle est drainée par le canal de Bourbourg, la Schelvliet, la Palincdyck, la Soud-Gracht, le Haven, la Becque Loopersfort, la Wezel Gracht, la Winkaert Vliet, le watergang Loopersfort et divers autres petits cours d'eau,.
Le canal de Bourbourg relie l'Aa à l'ouest de Bourbourg aux ports intérieurs de Dunkerque. 
La Schelvliet est un cours d'eau d'une longueur de 12 km, prend sa source dans la commune  et se jette  dans l'Aa canalisée à Gravelines, après avoir traversé quatre communes. 

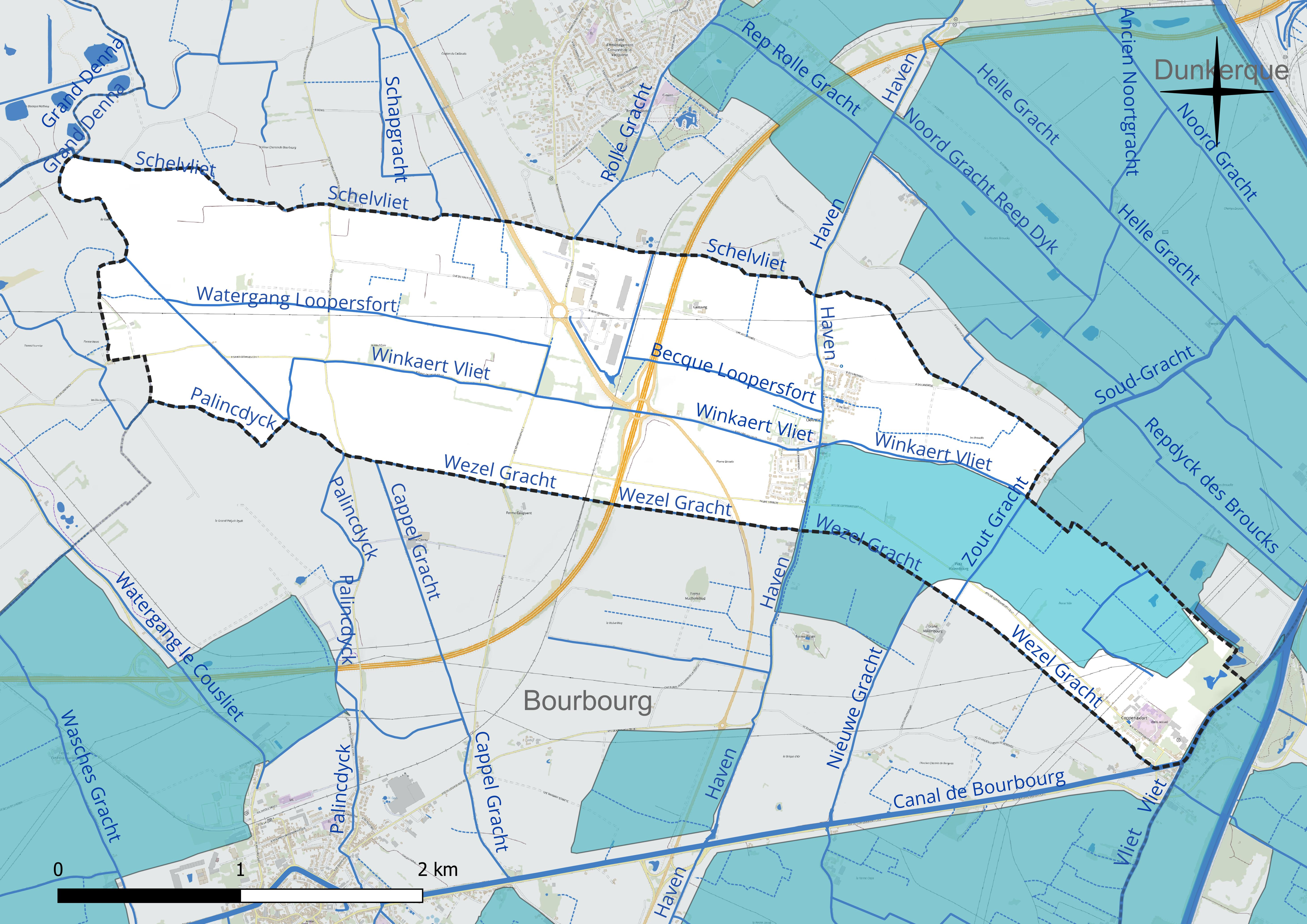
Réseau hydrographique de Craywick.

#### Gestion et qualité des eaux
Le territoire communal est couvert par le schéma d'aménagement et de gestion des eaux (SAGE) « Delta de l'Aa ». Ce document de planification concerne un territoire de 1 208 km2 de superficie, délimité par le bassin versant de l'Aa. Le périmètre a été arrêté le 18 août 2000 et le SAGE proprement dit a été approuvé le 15 mars 2010. La structure porteuse de l'élaboration et de la mise en œuvre est l'Institution intercommunale des Wateringues. 
La qualité des cours d'eau peut être consultée sur un site dédié géré par les agences de l'eau et l'Agence française pour la biodiversité. 

### Climat
Pour des articles plus généraux, voir Climat des Hauts-de-France et Climat du Nord.
En 2010, le climat de la commune est de type climat océanique altéré, selon une étude du CNRS s'appuyant sur une série de données couvrant la période 1971-2000. En 2020, Météo-France publie une typologie des climats de la France métropolitaine dans laquelle la commune est exposée à un climat océanique et est dans la région climatique  Côtes de la Manche orientale, caractérisée par un faible ensoleillement (1 550 h/an) ; forte humidité de l'air (plus de 20 h/jour avec humidité relative > 80 % en hiver), vents forts fréquents.
Pour la période 1971-2000, la température annuelle moyenne est de 10,7 °C, avec une amplitude thermique annuelle de 13,4 °C. Le cumul annuel moyen de précipitations est de 700 mm, avec 12,2 jours de précipitations en janvier et 7,8 jours en juillet. Pour la période 1991-2020, la température moyenne annuelle observée sur la station météorologique la plus proche, située sur la commune de Dunkerque à 12 km à vol d'oiseau, est de 11,7 °C et le cumul annuel moyen de précipitations est de 690,8 mm,. Pour l'avenir, les paramètres climatiques de la commune estimés pour 2050 selon différents scénarios d'émission de gaz à effet de serre sont consultables sur un site dédié publié par Météo-France en novembre 2022.

## Urbanisme

### Typologie
Au 1er janvier 2024, Craywick est catégorisée commune rurale à habitat dispersé, selon la nouvelle grille communale de densité à sept niveaux définie par l'Insee en 2022.
Elle est située hors unité urbaine. Par ailleurs la commune fait partie de l'aire d'attraction de Dunkerque, dont elle est une commune de la couronne,. Cette aire, qui regroupe 66 communes, est catégorisée dans les aires de 200 000 à moins de 700 000 habitants,.

### Occupation des sols
L'occupation des sols de la commune, telle qu'elle ressort de la base de données européenne d'occupation biophysique des sols Corine Land Cover (CLC), est marquée par l'importance des territoires agricoles (91,9 % en 2018), en diminution par rapport à 1990 (95,4 %). La répartition détaillée en 2018 est la suivante : 
terres arables (90,9 %), zones industrielles ou commerciales et réseaux de communication (6,2 %), zones urbanisées (1,9 %), zones agricoles hétérogènes (1 %). L'évolution de l'occupation des sols de la commune et de ses infrastructures peut être observée sur les différentes représentations cartographiques du territoire : la carte de Cassini (XVIIIe siècle), la carte d'état-major (1820-1866) et les cartes ou photos aériennes de l'IGN pour la période actuelle (1950 à aujourd'hui).

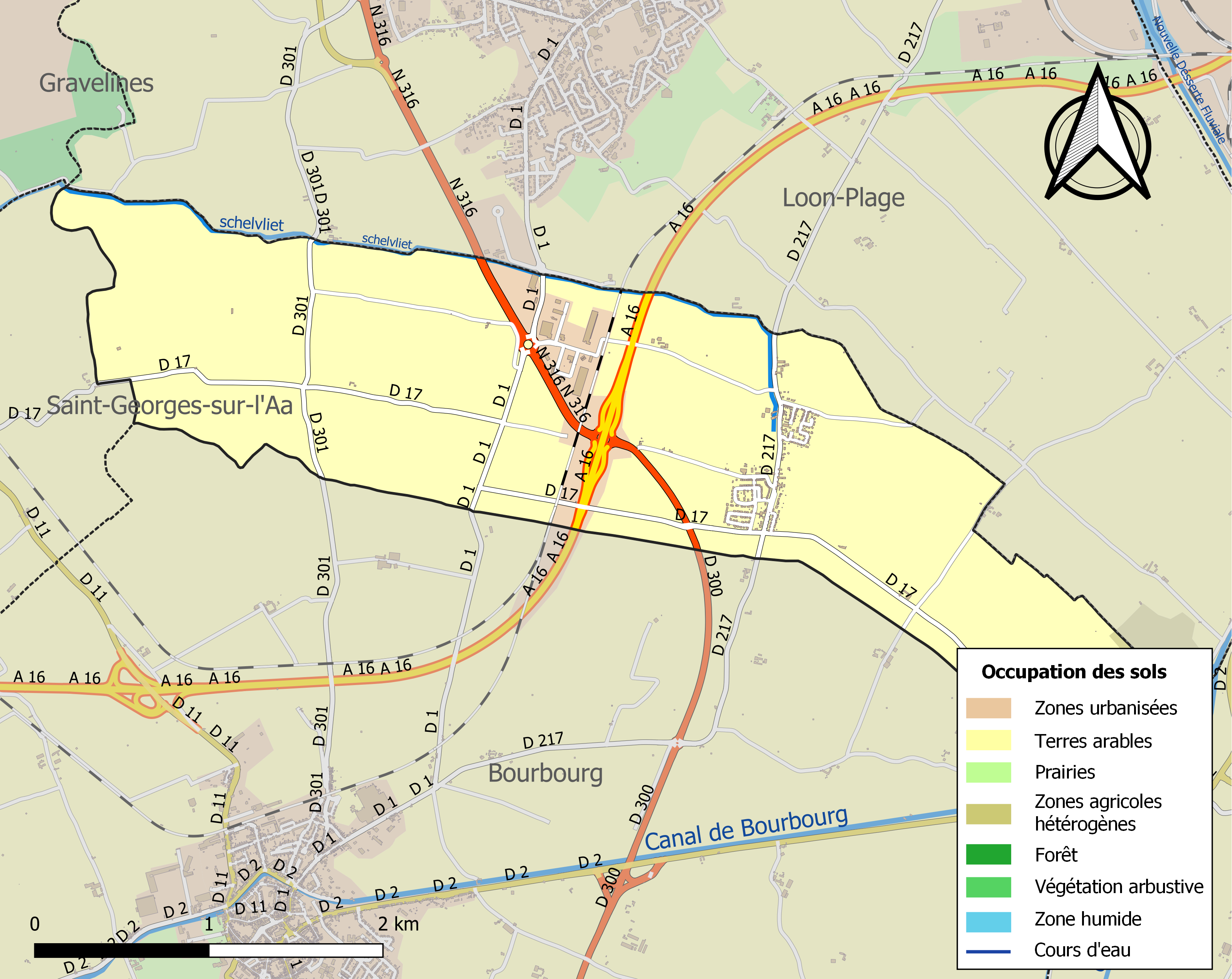
Carte des infrastructures et de l'occupation des sols de la commune en 2018 (CLC).

## Toponymie
Issu du moyen néerlandais craie (corbeau), et wijc, du latin vicus (quartier).

## Transports en commun
Craywick est desservie par la ligne 23 du réseau DK'BUS.

## Histoire
Craywick dépend avant la Révolution française de la châtellenie de Bourbourg. La commune est le siège d'une ammanie (l'amman est le représentant du châtelain avec pouvoirs administratifs et de justice) s'étendant sur les paroisses de Craywick, la moitié est de celle de Bourbourg, et une partie de celle de Cappelle-Brouck.
Avant la Révolution française, la paroisse était incluse dans le diocèse de Thérouanne, puis à la disparition de celui-ci dans le diocèse de Saint-Omer.
En 1558, après la reprise de Calais par les Français, le Maréchal de Thermes, Paul de La Barthe de Thermes, mène une expédition française en Flandre, alors terre espagnole (Charles Quint puis Philippe II), et prend Craywick.
À la veille de Révolution, en 1750, l'église du village détient quelques terres, (d'une église à une autre, les situations sont très inégales) situées pour l'essentiel dans la paroisse. Ces biens sont administrés par un « conseil de la fabrique »; les terres sont louées et le produit de la location entre en recettes dans les comptes de l'église. L'église de Craywick, une des moins bien loties de la châtellenie de Bourbourg possède 13 mesures de terre, soit environ 6 hectares. Le curé a droit à la portion congrue, dont le montant augmente selon le nombre de vicaires. À côté, la table des pauvres de chaque paroisse détient également quelques terres destinées à aider les indigents, celle de Craywick  possède 12 mesures de terre, soit environ 5 hectares.

### Seigneurie de Craywick
Plusieurs seigneuries d'importance inégale se trouvaient sur Craywick, comme le Penhof détenue par les seigneurs de Flêtre dès le XVe siècle. Est retranscrite ci-dessous la principale d'entre elles.

#### Ammanie de Craywick
En 1554, est retrouvé, comme titulaire de l'un des fiefs de l'ammanie, Frans Gardins à Loon-Plage.
Il le transmet en 1572 à Renier Gardins, bailly de la ville de Dunkerque, qui devient le titulaire de l'ammanie en 1584.
Celui ci transmet son bien à son fils Hercule Gardins.
En 1619, est retrouvé comme amman Antoine Gardins, écuyer, seigneur d'Edequines, Stapelant, fils d'Hercule Gardins.
En 1665, l'ammanie passe à Jean de Vulder, bourgmestre de Bourbourg, époux de Louise de Simpol.
En 1689 est retrouvé Jacques Ignace de Blonde, bailly du Ghyselhuys (principale seigneurie de la châtellenie de Bourbourg).
En 1703, l'amman François Weyns passe en justice pour abus dans l'exercice de ses fonctions : il est ou a été suspendu de ses fonctions pendant six ans
En 1769, le titulaire en est Jacques Nicolas de Montigny, conseiller pensionnaire de la Prévôté Saint Donat à Bergues (seigneurie dépendant directement du Roi de France), petit-fils de Jacques Ignace de Blonde.

En 1785, en hérite son neveu Louis Antoine Clayes, seigneur van Der Hulst, avocat à Bergues.

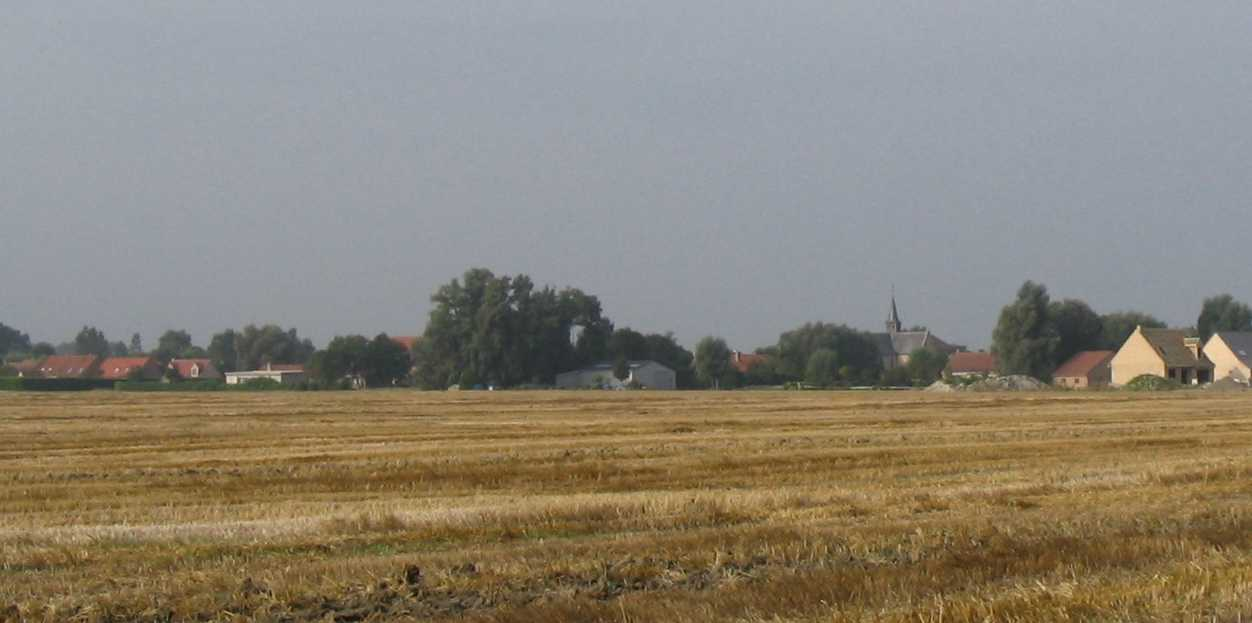
Craywick vu depuis la campagne

### Un lieu de pèlerinage
À l'instar de la plupart des petites entités rurales, l'histoire de Craywick ne peut se dissocier de celle de son église : rebâtie vers la fin du XVIIe siècle sur des vestiges de construction romane, l'édifice abrite la rédaction des cahiers de doléances en 1789 et les élections du premier conseil municipal en 1791. Pour avoir reçu en 1679 les reliques de saint Gilles, la paroisse devint lieu de pèlerinage, rassemblant lors de la neuvaine de septembre, paysans et pêcheurs des environs : ils venaient y puiser l'eau d'une source jugée curative, avant de se restaurer à l'auberge du "bon Saint Gilles" tenue par le clergé local. C'est ainsi que pendant très longtemps — même après la disparition des reliques sous la Révolution — on invoque Saint Gilles contre les maux de tête, la fièvre, l'épilepsie et les maladies infantiles, une dévotion bien révélatrice aussi de l'état sanitaire de la contrée.

### Révolution française
Le cahier de doléances de Craywick, rédigé en vue des États Généraux de 1789 dénonce le népotisme des échevins de Bourbourg qui géraient la ville de Bourbourg mais aussi toute la châtellenie.
Pendant la Révolution française, Craywick eut comme prêtre Louis Dutoit, ayant juré le serment de fidélité à la constitution civile du clergé, un ancien moine à Saint-Augustin de Thérouanne, devenu ensuite vicaire à Bourbourg avant d'être le curé de Craywick.

### Un hameau industriel
Des évènements militaires qui affectèrent Craywick — et ils furent légion du fait de la proximité de deux places fortes — retenons la prise de Gravelines par les français en 1644 qui incita les espagnols, toujours en possession de Bourbourg, à faire creuser un fossé défensif rectiligne jusqu'au passage de Coppenhaecq[réf. souhaitée] ou Coppenax où fut construite une redoute bastionnée[réf. souhaitée] : ce site donna naissance à Coppenaxfort, hameau né dans la seconde moitié du XVIIe siècle après le démantèlement de cet ouvrage fortifié. C'est dans ce secteur que s'implantèrent, après le creusement du canal de Bourbourg (1670-1685), diverses activités industrielles dont une fabrique de toiles de voile en 1766, une usine textile (Distillerie Droulers-Duriez) et, au milieu du XIXe siècle, une sucrerie qui évolua en distillerie. Ce hameau a continué à se développer au XXe siècle conjointement aux importants travaux destinés à compléter le réseau des voies navigables : en 1932 avec le creusement de la dérivation du canal de la Colme et en 1967 avec l'élargissement destiné à permettre l'accessibilité aux transports fluviaux de grand gabarit, entraînant la création de zones de dépôt, le relèvement du pont de Brouckerque et la disparition du pont de Dunkerque.
En 1903, la voie de chemin de fer reliant Bourbourg à Dunkerque, passe à Craywick et Coppenaxfort, qui disposent d'une gare ou à tout le moins d'un arrêt.

### Première guerre mondiale
Pendant la première guerre mondiale, Craywick est à l'arrière du front qui part de Nieuport, suit le cours de l'Yser vers les monts des Flandres. En 1916 et 1917, le village placé sous l'autorité du commandement d'étapes (service de l'armée de terre organisant le stationnement et le passage de troupes) de Gravelines, de même que Bourbourg-ville et Bourbourg-Campagne, Saint-Pierre-Brouck, Loon-Plage, Grande Synthe... est le lieu de passage et de cantonnement de troupes, soldats français et belges, de répartition entre les communes concernées de travailleurs agricoles (136 à 143 selon les moments), de décision de fermetures temporaires d'établissements, notamment les cabarets ayant servi à boire aux soldats en dehors des heures règlementaires , etc.

## Héraldique
| Les armes de Craywick | Les armes de Craywick se blasonnent ainsi :"De gueules à une escarboucle pommetée et fleurdelisée d'or, la branche du milieu terminée en chef par une crosse du même ; à la bordure componée d'argent et de sable." |

## Politique et administration
La ville est membre de la communauté urbaine de Dunkerque (Dunkerque grand littoral).

### Liste des maires
En 1800 et jusqu'en 1803 : Louis Étienne Louvat, ancien échevin et conseiller de la chambre de commerce de Dunkerque.
De 1803 à 1807 : Henry Duverger.
De 1807 à 1809 : Jean Baptiste Vergriete, précédemment adjoint au maire (décède en fonction).
De 1809 à 1821 : Nicolas Jacques Clays.
De 1821 à 1844 : Constant Liévin Tassaert, précédemment adjoint au maire.
De 1844 à 1860 : Victor Napoléon Watré, précédemment adjoint au maire.
De 1860 à 1878 : Jules Nerva Geerssen.
De 1878 à 1881 : Edmond Florent François Duriez, distillateur.
De 1881 à 1900 : François Edouard Joseph Duriez (frère du précédent, décède en fonction), distillateur.
De 1902 à 1925 : François Prosper Marie-Joseph Duriez (fils du précédent), distillateur.
De 1925 à 1939 : Jules Bulteel.
De 1951 à 1971 : M. Vercoustre.
De 1971 à 1978 au moins : Albert Costenoble
Maire de 2001 à 2020 : André Hennebert
Maire depuis 2020 : Pierre Desmadrille
| Période                                  | Période  | Identité           | Étiquette | Qualité |
| ---------------------------------------- | -------- | ------------------ | --------- | ------- |
| juillet 2020                             | En cours | Pierre Desmadrille |           | maire   |
| Les données manquantes sont à compléter. |          |                    |           |         |

## Population et société

### Démographie

#### Évolution démographique
L'évolution du nombre d'habitants est connue à travers les recensements de la population effectués dans la commune depuis 1793. Pour les communes de moins de 10 000 habitants, une enquête de recensement portant sur toute la population est réalisée tous les cinq ans, les populations de référence des années intermédiaires étant quant à elles estimées par interpolation ou extrapolation. Pour la commune, le premier recensement exhaustif entrant dans le cadre du nouveau dispositif a été réalisé en 2008.

En 2022, la commune comptait 770 habitants, en évolution de +8,3 % par rapport à 2016 (Nord : +0,51 %, France hors Mayotte : +2,11 %).
| 1793 | 1800 | 1806 | 1821 | 1831 | 1836 | 1841 | 1846 | 1851 |
| ---- | ---- | ---- | ---- | ---- | ---- | ---- | ---- | ---- |
| 248  | 228  | 253  | 234  | 245  | 266  | 293  | 299  | 315  |

| 1856 | 1861 | 1866 | 1872 | 1876 | 1881 | 1886 | 1891 | 1896 |
| ---- | ---- | ---- | ---- | ---- | ---- | ---- | ---- | ---- |
| 331  | 380  | 383  | 408  | 456  | 517  | 479  | 515  | 463  |

| 1901 | 1906 | 1911 | 1921 | 1926 | 1931 | 1936 | 1946 | 1954 |
| ---- | ---- | ---- | ---- | ---- | ---- | ---- | ---- | ---- |
| 463  | 436  | 426  | 393  | 386  | 377  | 381  | 410  | 413  |

| 1962 | 1968 | 1975 | 1982 | 1990 | 1999 | 2006 | 2008 | 2013 |
| ---- | ---- | ---- | ---- | ---- | ---- | ---- | ---- | ---- |
| 388  | 338  | 404  | 445  | 382  | 464  | 569  | 598  | 738  |

| 2018 | 2022 | - | - | - | - | - | - | - |
| ---- | ---- | - | - | - | - | - | - | - |
| 676  | 770  | - | - | - | - | - | - | - |

#### Pyramide des âges
La population de la commune est relativement jeune.
En 2018, le taux de personnes d'un âge inférieur à 30 ans s'élève à 46,0 %, soit au-dessus de la moyenne départementale (39,5 %). À l'inverse, le taux de personnes d'âge supérieur à 60 ans est de 8,0 % la même année, alors qu'il est de 22,5 % au niveau départemental.
En 2018, la commune comptait 341 hommes pour 335 femmes, soit un taux de 50,44 % d'hommes, largement supérieur au taux départemental (48,23 %).
Les pyramides des âges de la commune et du département s'établissent comme suit.
| Hommes | Classe d’âge | Femmes |
| ------ | ------------ | ------ |
| 0,0    | 90 ou +      | 0,0    |
| 1,5    | 75-89 ans    | 0,6    |
| 6,7    | 60-74 ans    | 7,2    |
| 18,5   | 45-59 ans    | 19,1   |
| 27,9   | 30-44 ans    | 26,6   |
| 15,2   | 15-29 ans    | 17,6   |
| 30,2   | 0-14 ans     | 29,0   |

| Hommes | Classe d’âge | Femmes |
| ------ | ------------ | ------ |
| 0,5    | 90 ou +      | 1,4    |
| 5,3    | 75-89 ans    | 8,1    |
| 14,8   | 60-74 ans    | 16,2   |
| 19,1   | 45-59 ans    | 18,4   |
| 19,5   | 30-44 ans    | 18,7   |
| 20,7   | 15-29 ans    | 19,1   |
| 20,2   | 0-14 ans     | 18     |

## Sport
Le ministère des sports a décompté 10 équipements sportifs sur le territoire de la commune en 2013.

## Lieux et monuments
- Église Saint-Gilles.
- Ancienne distillerie Droulers-Duriez, située dans le hammeau de Coppenaxford. Elle fut créée en 1857 par la famille Droulers comme sucrerie. Elle devint par la suite distillerie et pris le nom de Droulers-Duriez. L'usine servit pendant la 1ère Guerre Mondiale de lieu de réparation et à l'essai de moteurs d'avions militaires. Elle est malheureusement à l'abandon depuis 1991. En 2020, elle fut victime d'un incendie[42].

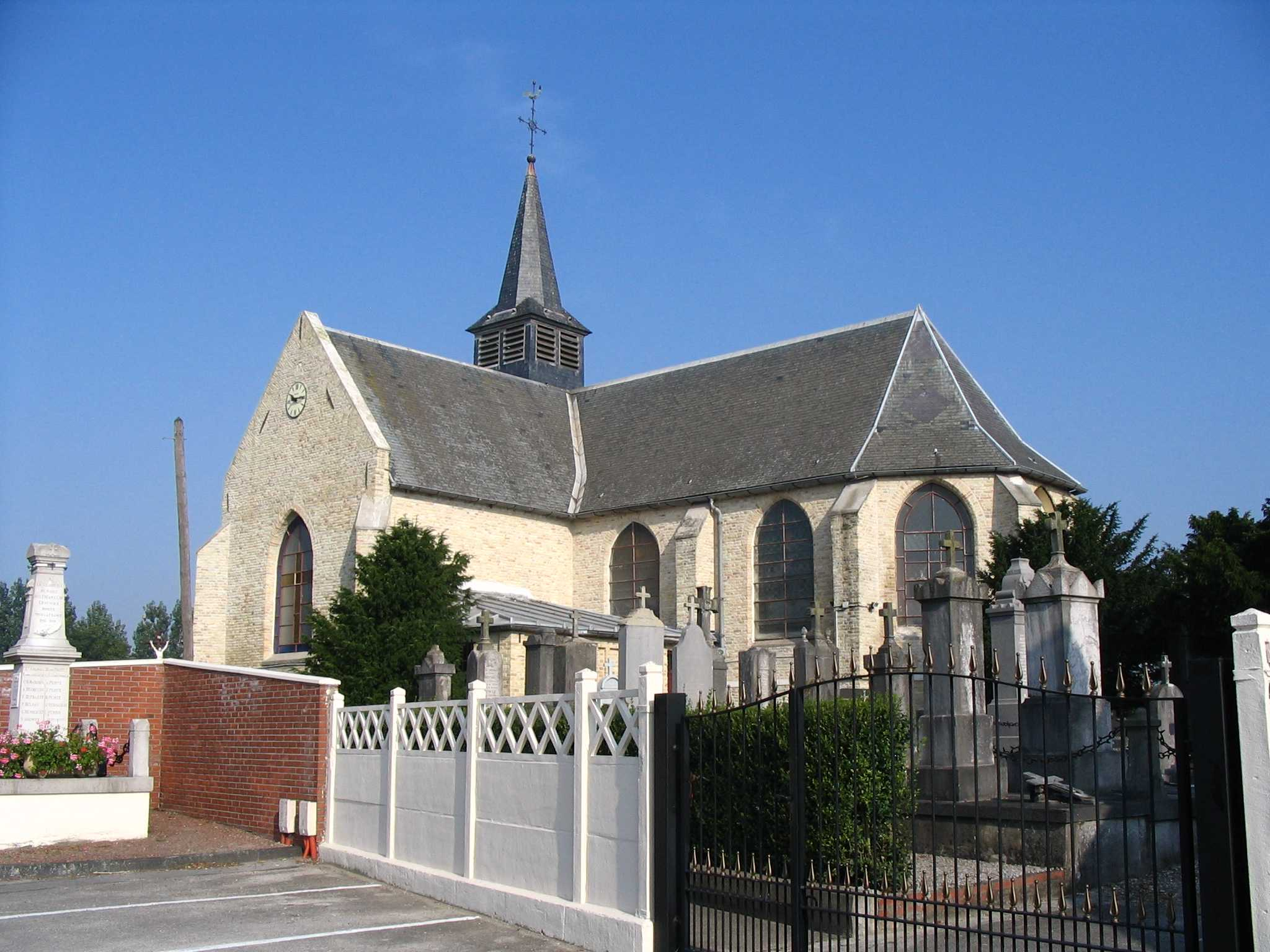
Église Saint-Gilles et son cimetière.

## Personnalités liées à la commune
Craywick est le berceau d'une branche de la famille Duriez, qui a donné plusieurs maires à la ville ainsi que de nombreux industriels à la région.

## Pour approfondir